# Gaston La Touche

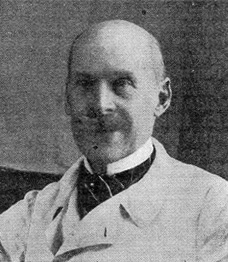
Gastón de la Touche (1913?)

Gaston La Touche, o de La Touche (24 de octubre de 1854 - 12 de julio de 1913), fue un pintor, ilustrador, grabador y escultor francés. 

## Biografía

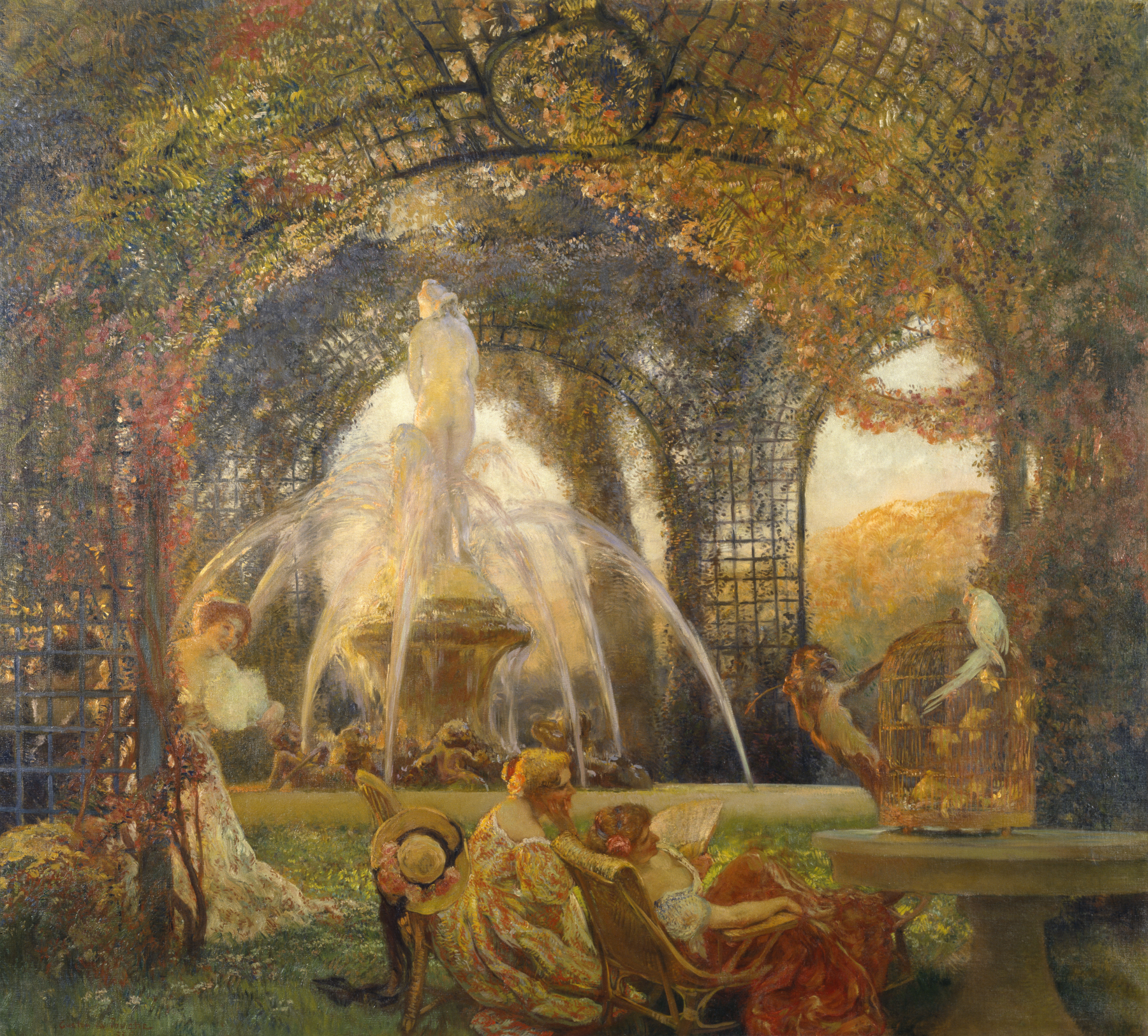
El cenador, una pintura frecuentemente reproducida de c. 1906 (Museo Walters)

Su familia originalmente vino de Normandía. Nació en Saint-Cloud. Su pasión por el arte comenzó a una edad muy temprana y finalmente persuadió a sus padres para que le dieran lecciones de dibujo, que tomó durante diez años de un instructor local a razón de tres francos por mes. Sus lecciones tuvieron que ser canceladas al comienzo de la Guerra Franco-Prusiana, cuando su familia regresó a Normandía para garantizar su seguridad. Esta sería toda la capacitación artística formal que recibió. 
Sin embargo, en 1875 pudo debutar en el Salón con un medallón de retrato en bajorrelieve de François Jules Edmond Got, actor de la Comédie-Française, y varios grabados. Entre 1877 y 1879, conoció a Edgar Degas y Édouard Manet, con quienes se encontraba con frecuencia en el Café de la Nouvelle Athènes. Fue allí donde le presentaron a Émile Zola, algunas de cuyas obras ilustraría más tarde.

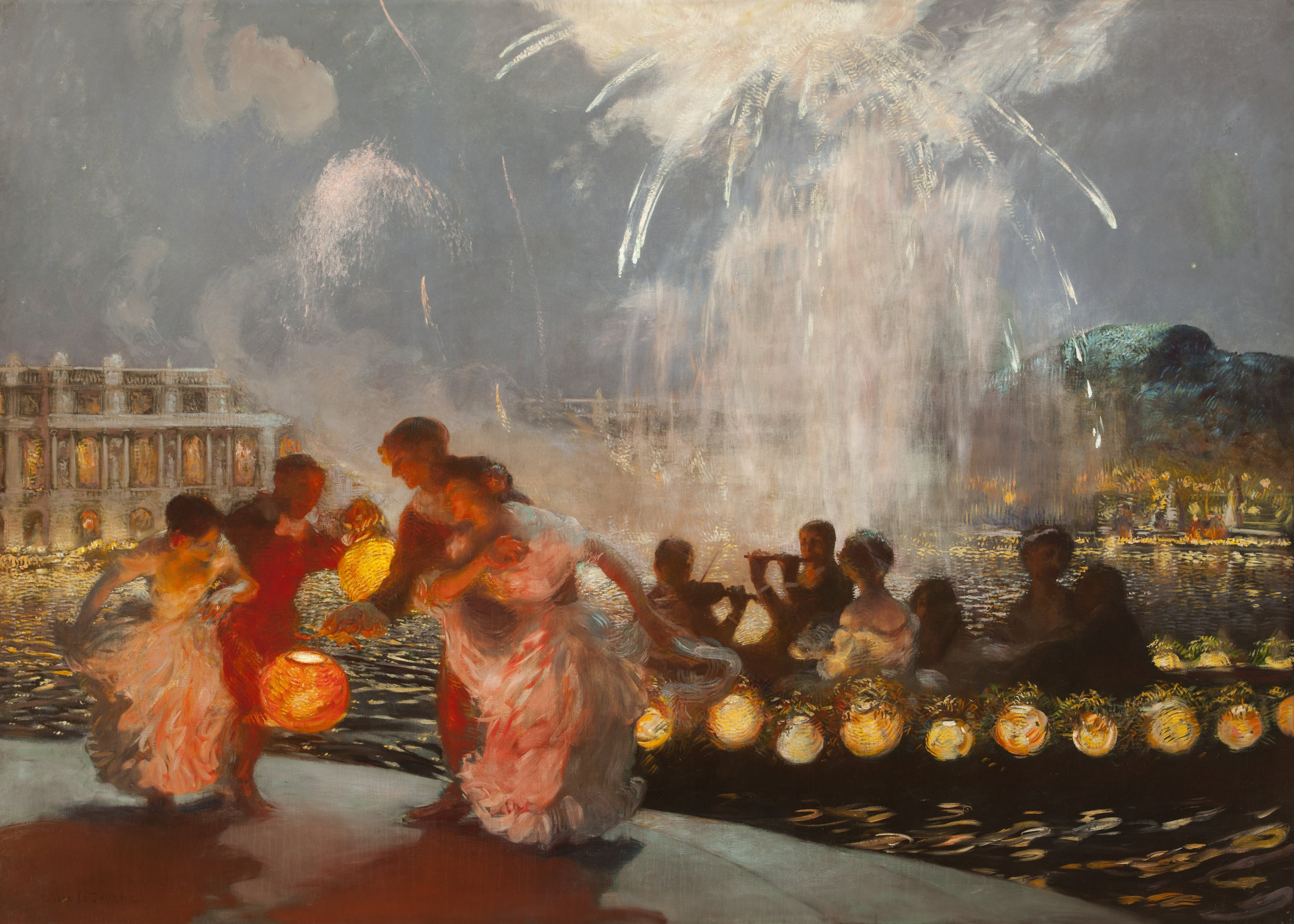
El festival alegre

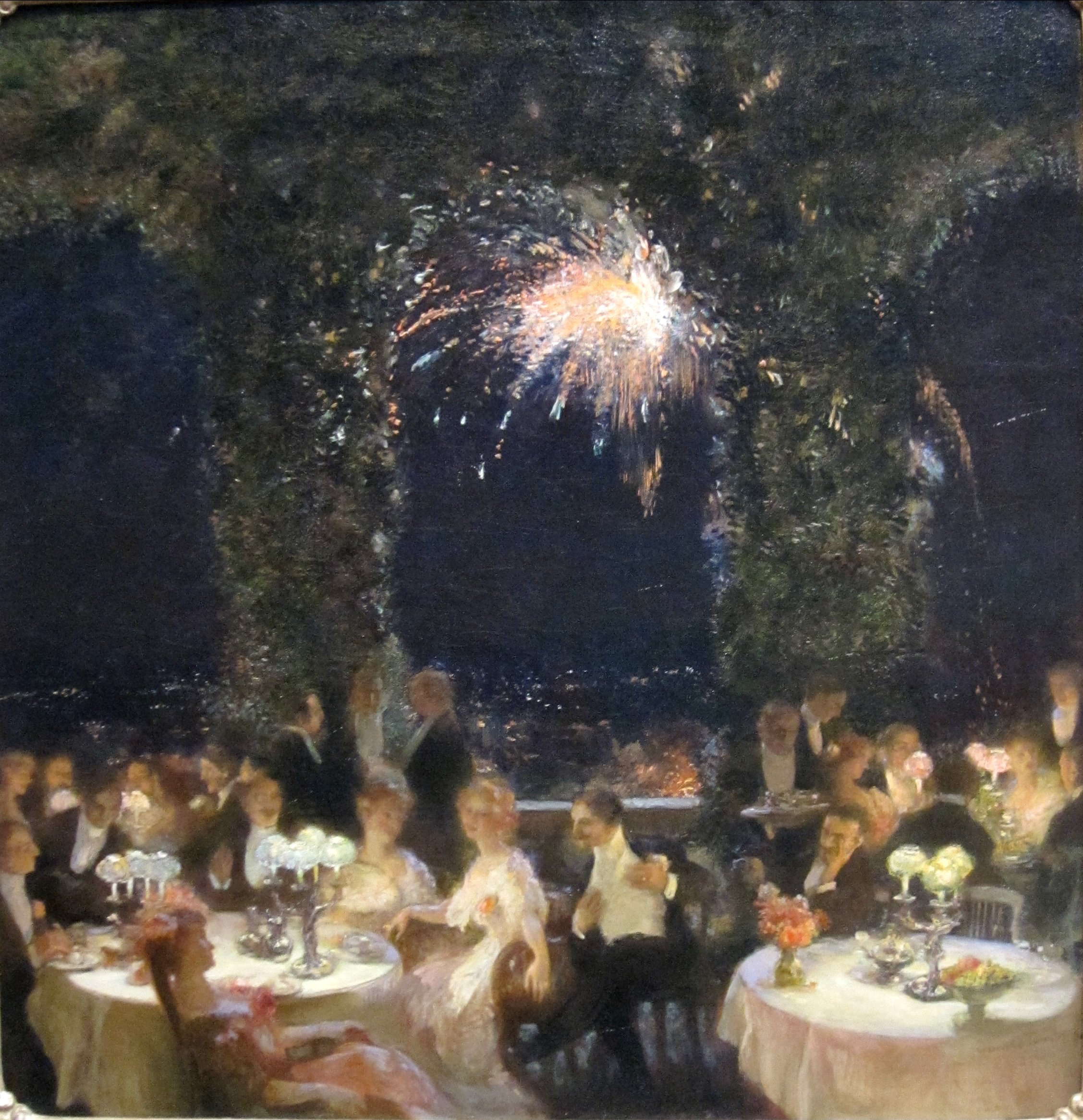
Cena en el Casino, Dayton Art Institute

A partir de 1880, produjo obras de realismo social en tonos oscuros al estilo de los Maestros holandeses. Su primera pintura se mostró en el Salón al año siguiente. Félix Bracquemond, un amigo y asociado, sugirió que podría tener más éxito si iluminara su paleta de colores y eligiera diferentes temas, recomendando a Antoine Watteau y François Boucher como modelos. También pintó paisajes y retratos al estilo de Puvis de Chavannes, lo que le trajo sus primeros éxitos importantes en la Société Nationale des Beaux-Arts. En 1891, quemó la mayoría de sus pinturas anteriores.
Más tarde, recibió encargos para proporcionar decoraciones para el Ayuntamiento de Saint-Cloud y la sala de recepción del Ministerio de Justicia (Hôtel de Bourvallais), aunque estos últimos nunca se instalaron allí y ahora están en el Palacio de Luxemburgo. En 1900, fue uno de los varios artistas que proporcionaron decoraciones para Le Train Bleu, un famoso restaurante cerca de la estación de París-Lyon.
En sus últimos años, dividió su tiempo entre su estudio en Saint-Cloud y las propiedades de su familia en Champsecret. En 1909, fue nombrado Oficial de la Legión de Honor. En 1912, completó su último gran proyecto decorativo en "Villa Arnaga", la casa de Edmond Rostand en Cambo-les-Bains, que ahora es un museo. Murió en París mientras pintaba. 
Entre las obras que ilustró están La taberna de Zola, Aux flancs du Vase de Albert Samain y Poèmes de Henri de Régnier.

## Premios, medallas
1884 - Medalla (tercera clase) en el Salón por Un Deseo y Otro
1888 - Medalla (segunda clase) en el Salón para La Nueva Madre
1889 - Medalla de plata en la Exposición Universal de París
1900 - Medalla de oro en la Exposición Universal de París

## Salones

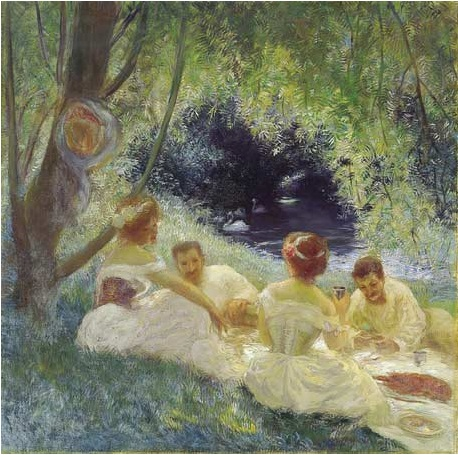
Desayuno en la hierba, c. 1880

1875 - Société des Artistes Français, medallón retrato de Edmond Got
1881 - Exposición de artistas franceses, La Quinta Dama
1882 - Salón de París, El Entierro de un Niño en Normandía
1890 - Exposición de la Société Nationale des Beaux-Arts, Phlox
1896 - Exposición de la Société Nationale des Beaux-Arts, panel decorativo que incluye retratos de su esposa e hijo.

## Exposiciones
1889 - Exposición Universal en París
1899 - Bienal de Venecia
1900 - Exposición Universal en París
1908 - Galería Georges Petit, una retrospectiva de más de trescientas obras.
1909 - Galerie Boussod et Valadon en La Haya

## Otras pinturas seleccionadas

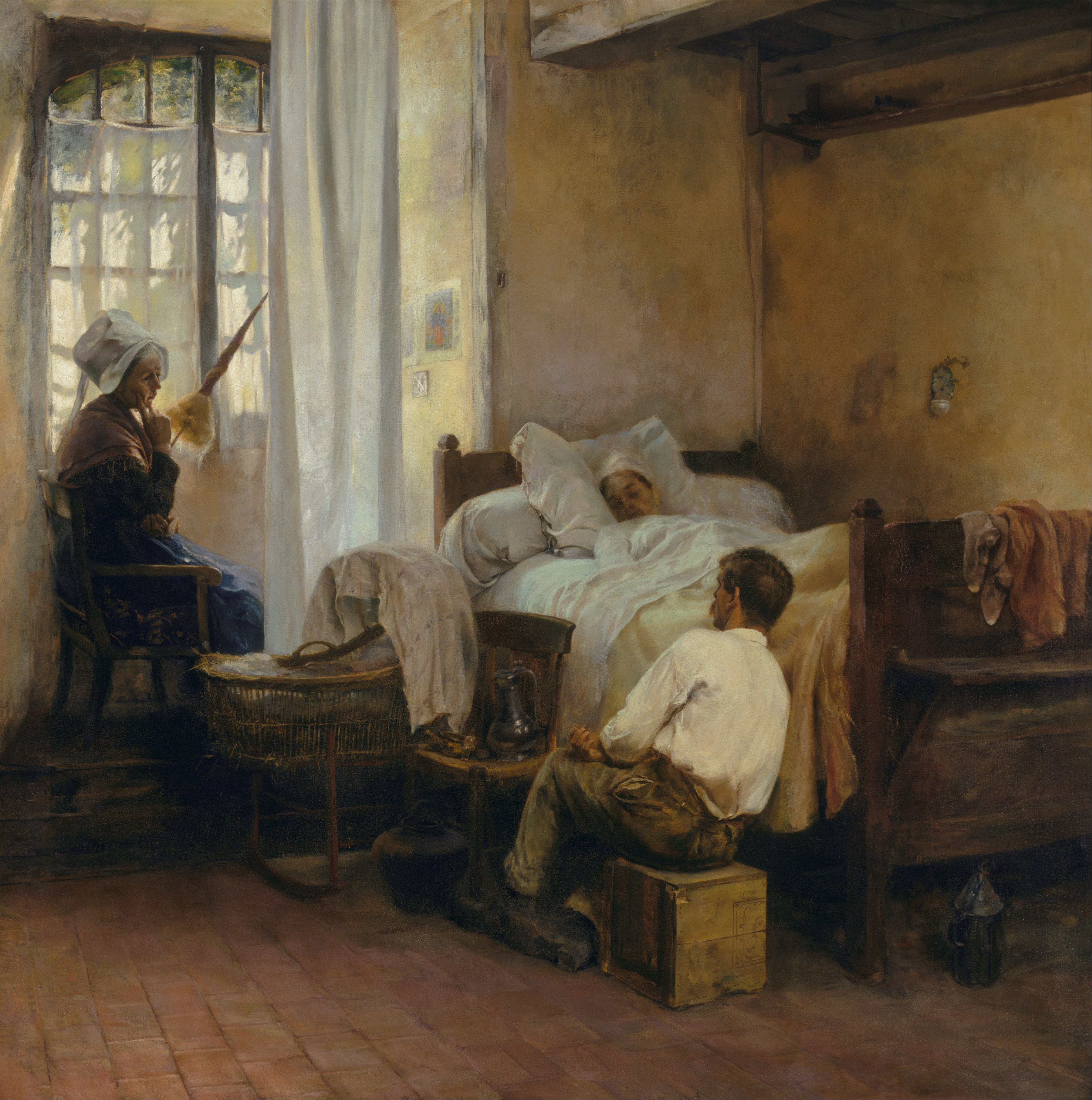
El primogénito (1883), una pintura superviviente de su primer período.
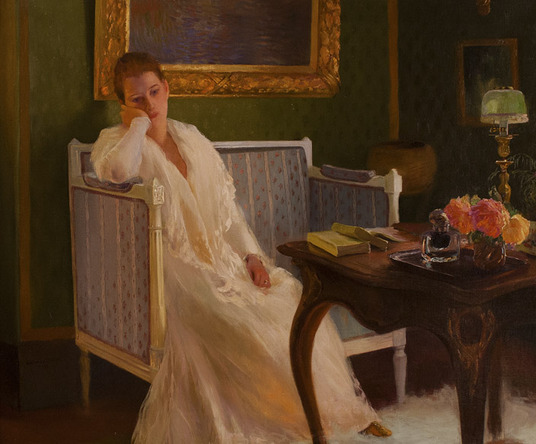
Aburrimiento (1893)
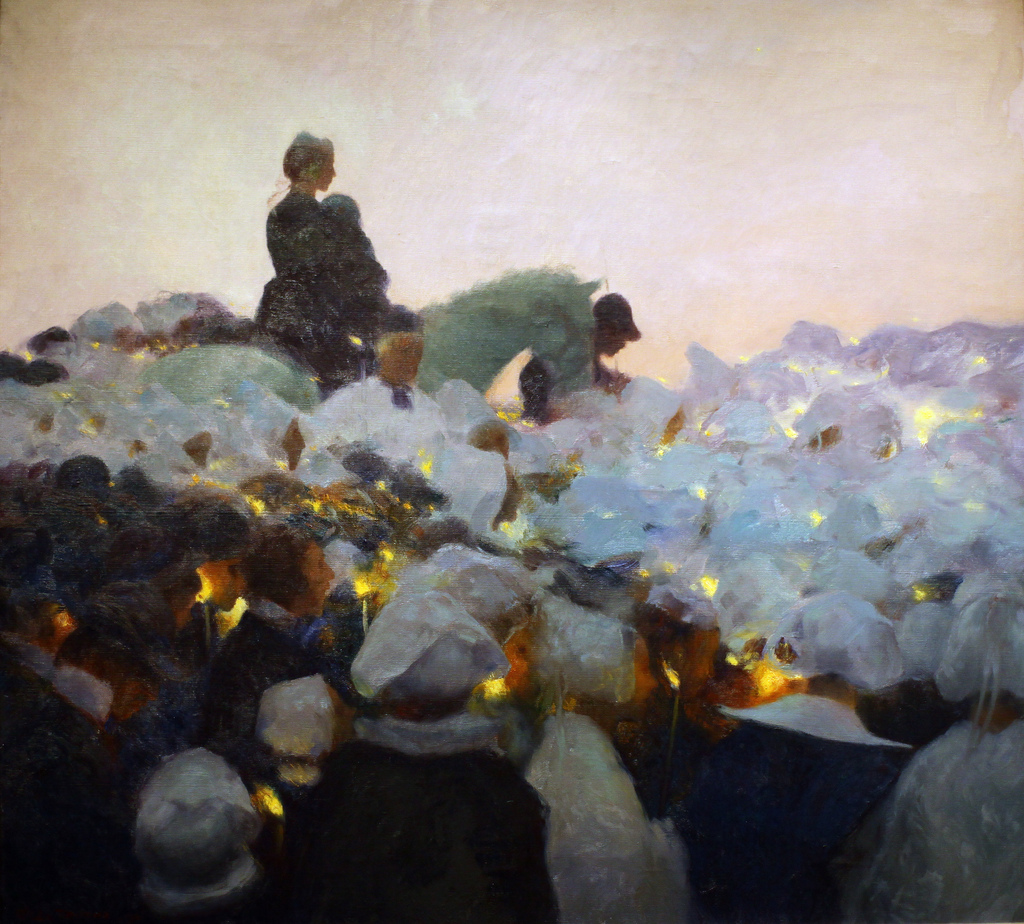
Perdón, en Bretaña (1896)
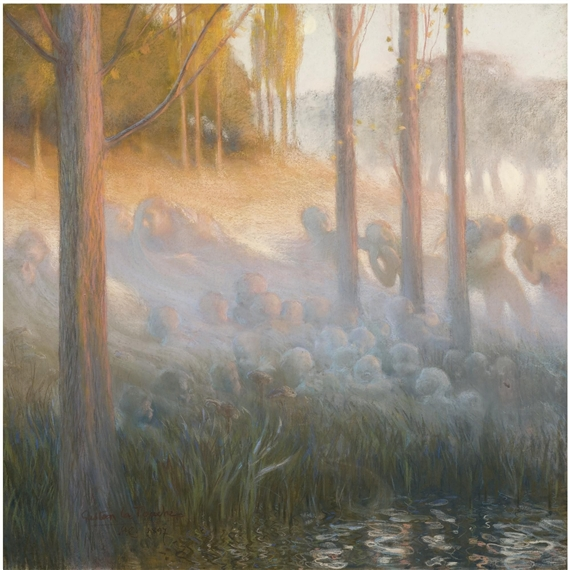
Espíritus nocturnos, 1897
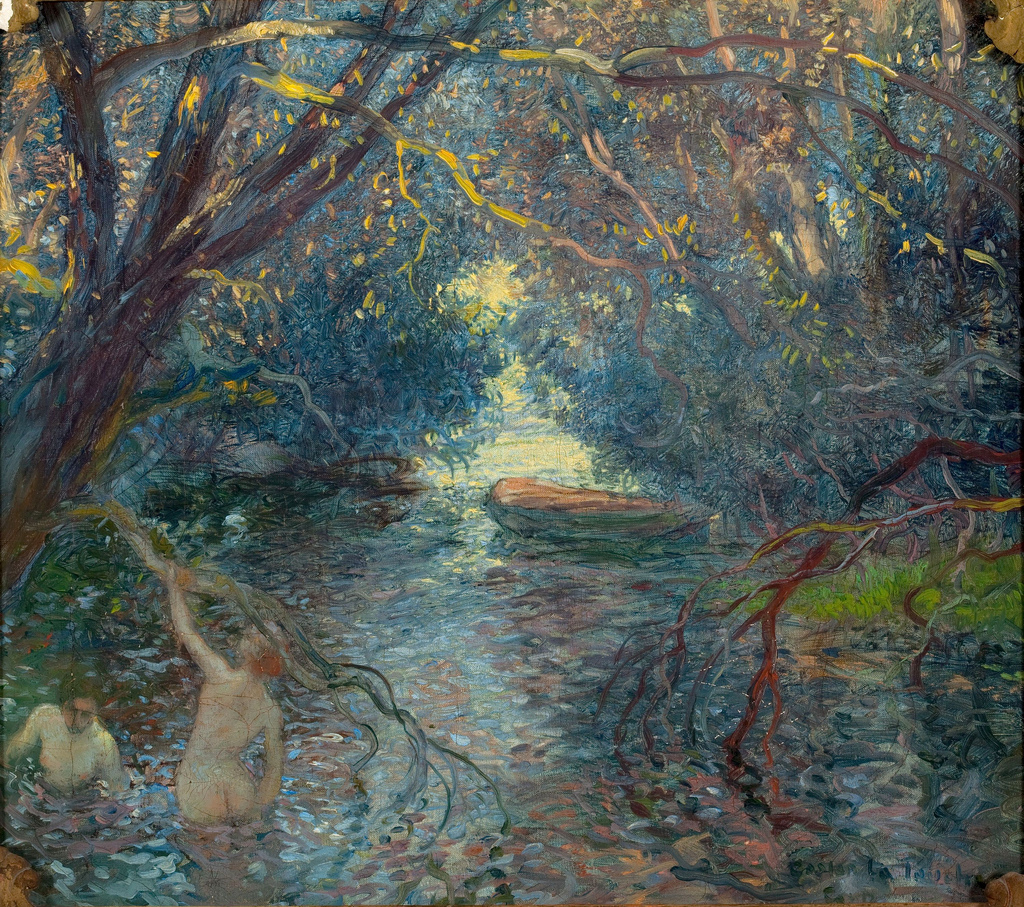
Bañistas, c. 1900
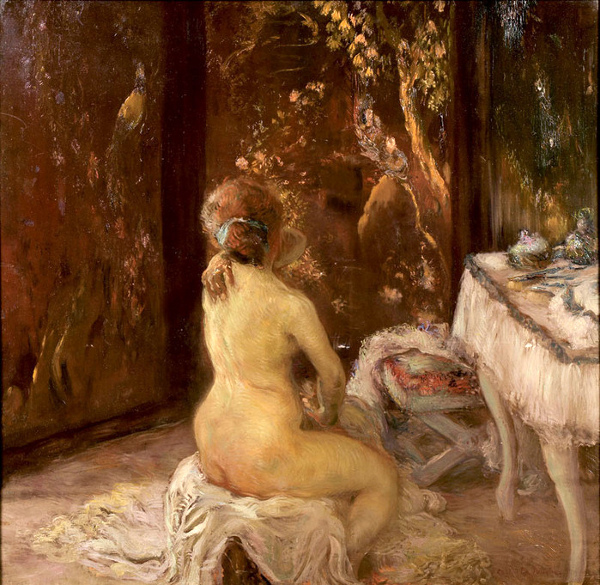
El tocador
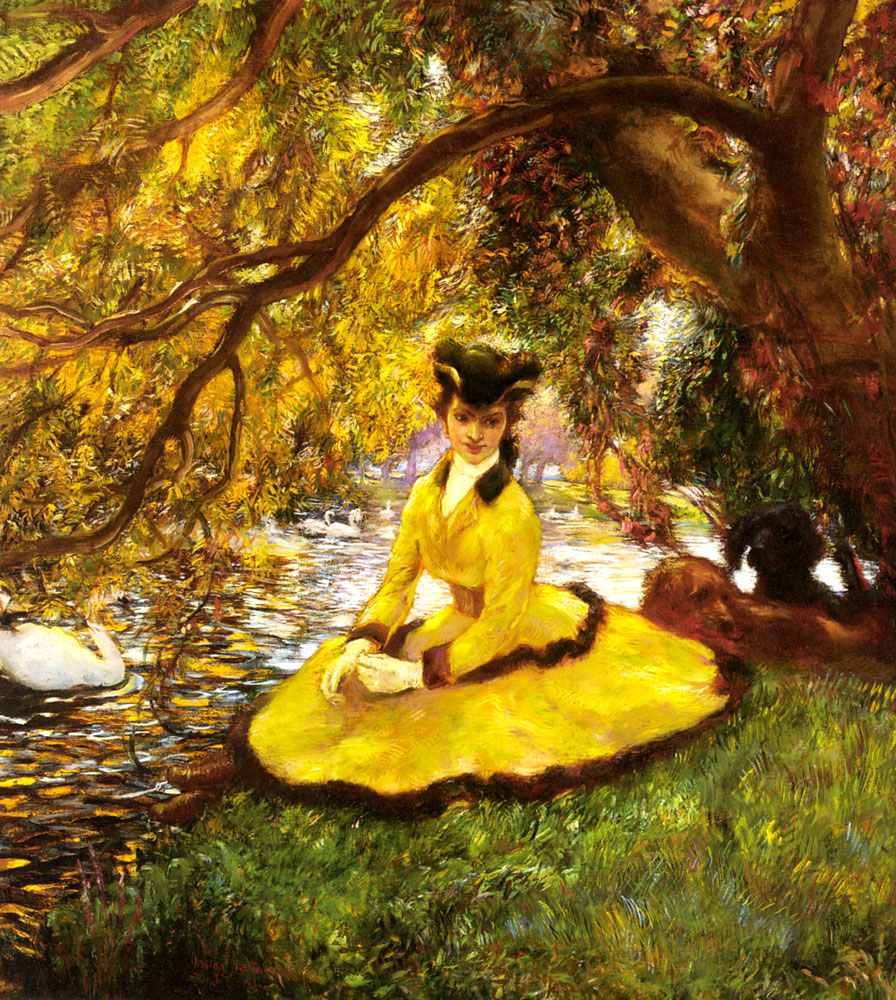
En la orilla del río
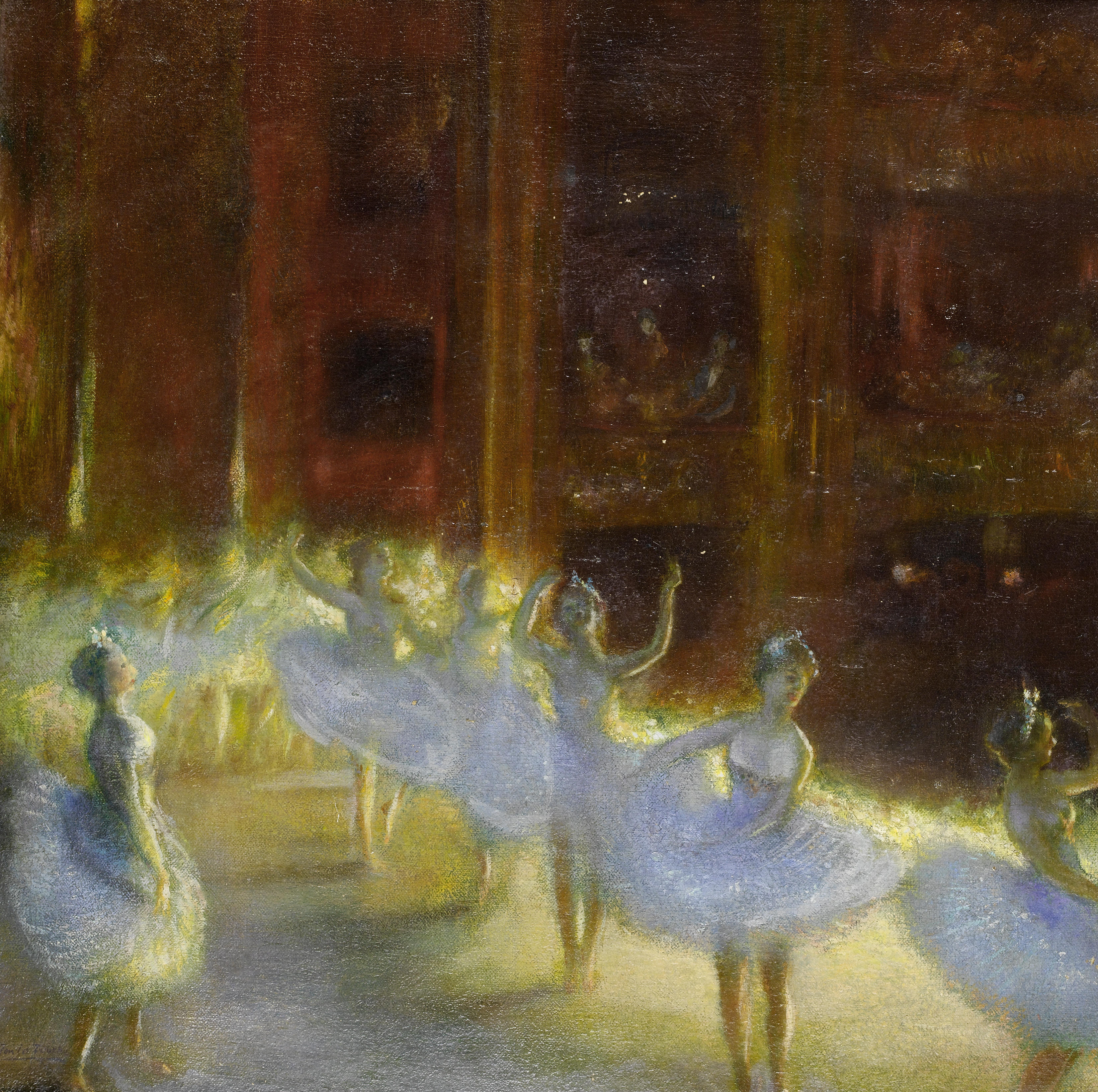
El ballet, entre 1890 y 1913.

## Otras lecturas
- Selina Baring Maclennan, Gaston La Touche: una pintora de los sueños de la Belle Époque, Antique Collectors Club (2009) ISBN 1-85149-602-5
- Jean Valmy-Baysse, Gaston La Touche, sa vie, son œuvre, de la serie "Peintres d'Aujourd'hui", éditions F. Juven, París, 1910. En línea.
- Henri Frantz, Gaston La Touche 1854 – 1913, Ediciones Estudio, París 1914, Londres 1915.
- "Pintura importante de La Touche". 1917. Boletín del Museo de Arte de Detroit, vol. 11 (7/8), abril-mayo de 1917. Instituto de Artes de Detroit : 65–68. Artículo en pdf en el sitio web. miniaturas en pdf.